# Maxime Prévot
Pour les articles homonymes, voir Prévot, Prévôt, Prevost et Prévost.
 (mai 2024).
Maxime Prévot, né à Mons le 9 avril 1978, est un homme politique belge, ministre des Affaires étrangères, des Affaires européennes et de la Coopération au développement, ex-président du parti Les Engagés, bourgmestre de Namur empêché et député fédéral.

## Situation personnelle
Maxime Prévot est né à Mons le 9 avril 1978 dans une famille de classe moyenne, sa mère travaillant à l'ONEM et son père étant informaticien. Il grandit au Grand-duché de Luxembourg, où son père travaillait en tant qu'informaticien pour la commission européenne et vit ensuite à Arlon. C'est à l'âge de 7 ans, à l'occasion du divorce de ses parents qu'il quitte la Lorraine belge et s'installe avec son frère et leur mère à Dave, section de l'entité de Namur. Il finit ses études secondaires à l'institut Saint-Berthuin de Malonne.
Il étudie les sciences politiques aux FUNDP puis à l'UCL et revient ensuite aux Facultés universitaires de Namur pour une spécialisation en droit et gestion des nouvelles technologies de l'information et de la communication (DTIC) où il prend alors goût à la chose politique, sans guère jouir de soutien familial en la matière. Parallèlement à ses études, il est également animateur louveteau et arbitre de football.
Il rejoint le cdH et devient président des jeunes cdH de Namur. Après ses études, il rejoint durant trois ans l'un des big four de l'audit, PricewaterhouseCoopers avant d'intégrer d'autres responsabilités au sein du parti et se consacrer entièrement à la politique, successivement en tant qu'échevin, député fédéral, député wallon et bourgmestre de Namur et vice-président du Gouvernement wallon.
Actuellement marié à Nathalie, il est le père de Valentine, né d’une première union.

## Carrière politique

### Débuts
Maxime Prévot fait partie d'une tranche de jeunes hommes politiques originaires d'horizons plutôt laïques à rejoindre le cdH. Il occupe au sein de ce parti entre 2004 et 2006 la fonction de directeur politique. Lors des élections de 2006, il est élu comme échevin de la ville de Namur. En 2007, il est élu député fédéral à la Chambre. En 2009, il est élu au Parlement wallon et y est désigné chef de groupe cdH. En 2010, il est à nouveau élu député fédéral à la Chambre. 
Lors des élections de 2012, il est élu bourgmestre de Namur avec 13 549 voix de préférence,. Le Journal Le Soir souligne l'un des plus hauts scores électoraux réalisés dans cette ville, les scores n'ayant pas dépassé les 10 000 voix de préférence depuis au moins plus de 40 ans. Il succède à Jacques Étienne, bourgmestre cdH.
Maxime Prévot communique sur plusieurs niveaux de langage, pouvant aussi bien s'adresser à l'électeur plus populaire, qu'aux yuppies. Selon le journaliste Éric Burgraff, il dispose d'une image de « bosseur guindailleur ». 
En février 2014, il participe à l'enregistrement d'une émission de divertissement flamand, De Slimste Gemeente (nl) (litt. la commune la plus intelligente), un jeu de quiz télévisé où s'affrontent des communes belges, toutes flamandes Namur excepté, représentées par un homme, une femme et le bourgmestre de la commune. 

### Mandat au gouvernement Wallon (2014-2017)
Lors des élections régionales belges de 2014, Maxime Prévot est tête de liste CDH pour la circonscription de Namur qui est la seule à ne pas perdre de position par rapport aux élections de 2009. Il est nommé président du parlement wallon de façon temporaire, dans l'intervalle de la négociation en vue de la formation du gouvernement de l'entité fédérée. Le nouvel exécutif de cette entité fédérée entre en fonction le 22 juillet 2014 ; Maxime Prévot devient vice-président du Gouvernement wallon et ministre des Travaux publics, de la Santé, de l'Action sociale et du Patrimoine.
Il met en œuvre la réforme du financement des infrastructures hospitalières. Il a pu impulser le premier Plan volontariste en matière d'autisme et dégager des moyens pour créer de nouvelles places pour accueillir les personnes handicapées et rénover leurs structures d’accueil et d’hébergement au travers le Plan ERICh. Il a augmenté les moyens pour la prise en charge des cas prioritaires et contribué à l'adoption du premier Plan Accessibilité wallon.
Via le plan Papy Boom, il libère des moyens à hauteur de près de 200 millions d’euros pour faire face en partie au vieillissement de la population. Il instaure le parcours d’intégration obligatoire pour les étrangers primo-arrivants, trace les perspectives de la réorganisation de la première ligne de soins et consolide les réseaux locaux multidisciplinaires notamment pour la prise en charge des malades chroniques, met en œuvre des mécanismes incitant les médecins à s’installer dans les zones en déficit et il instaure le Réseau Santé Wallon.
Il définit un cadre pour financer et reconnaître les restaurants sociaux et les épiceries sociales pour les plus démunis, pérenniser l’approche Housing First pour la remise au logement des sans-abri, refinancer les abris de nuit et veiller à organiser une offre d’accueil sur l’ensemble du territoire, pérenniser les moyens dévolus au secteur LGBT.
Comme ministre des Travaux publics, il soutient le Plan Infrastructures qui vise la réhabilitation des voiries et soutient également l'amélioration des voies hydrauliques. Dans ce cadre, il soutient le Centre Perex 4.0, et le renouvellement intégral des luminaires des routes régionales. Il permet l’implantation de grandes éoliennes sur les aires autoroutières et fait voter la réforme du permis de conduire B.
En juin 2017, Maxime Prévot décide de ne pas préserver ses fonctions au Gouvernement wallon à la suite de la rupture de l'accord de gouvernement par Benoît Lutgen,. Il précipite sa fin de fonction annoncée en vue de mettre fin au cumul de fonctions de bourgmestre de Namur,.

### Gouvernement fédéral (2019-2024)
En juin 2019, Maxime Prévot est à réélu comme député fédéral à la Chambre. 
Il est élu député à la Chambre des représentants à la suite des élections législatives fédérales belges de 2024.

### Gestion de parti
Le 15 janvier 2019, Benoit Lutgen annonce qu'il quitte la présidence du cdH. Maxime Prévot est alors pressenti pour lui succéder. Le 26 janvier, il est élu lors d'un congrès du parti réuni à Louvain-la-Neuve avec 85% des voix.
En mars 2022, il fonde le Mouvement Les Engagés. Fruit d’une grande opération de consultations citoyennes étalée sur deux ans, Les Engagés se décrivent comme un parti en mouvement et un mouvement qui prend parti.

### Formation du gouvernement fédéral 2024
À la suite de la démission de Bart De Wever de son rôle de formateur, dans le cadre de la création d'un gouvernement fédéral belge, Maxime Prévot est chargé le 26 août 2024 d’une mission de médiation par le roi Philippe. Son rôle est rencontrer les partenaires potentiels pour un gouvernement fédéral et reprendre les négociations rapidement. Sa mission prend fin le 2 septembre avec la nomination de Bart De Wever comme formateur.

### Ministère des affaires étrangères
Nommé ministre des affaires étrangères du gouvernement De Wever le 3 février 2025, Maxime Prévot devient bourgmestre empêché de Namur et est remplacé par l'échevine Charlotte Bazelaire, également membre des Engagés. Pour la présidence du parti, il cède sa place à Yvan Verougstraete  avant une élection présidentielle à organiser dans les trois mois.

## Positions politiques
Maxime Prévot est considéré comme étant au centre-droit, proche du Mouvement réformateur.
Il se prononce en 2015 sur l'état des routes souhaitant un meilleur entretien des 7 800 kilomètres de voiries gérées par la Région wallonne, dont l'état s'est selon lui détérioré sous ce qu'il appelle « les années Daerden » en référence à Michel Daerden ; il souhaite mettre en place une politique d'amélioration pour 2017.
Il soutient et participe au travail préparatoire de la création d’une assurance autonomie obligatoire. Cependant, tandis qu’il se trouvait en Laponie, l’annonce du retrait de la députée libérale Patricia Potigny de la majorité MR-cdH reporte le projet de réforme sur l’assurance autonomie et les aides APE.
Le domaine de la Santé est un thème qui lui tient à cœur. Il plaide notamment pour le refinancement des soins de santé, l'amélioration des soins psychiatriques et pour la refédéralisation des ministères de la Santé,.
Il se montre assez réticent aux réseaux sociaux. En 2016, il déclare : « J’apprécie Facebook, mais il devient de plus en plus le déversoir du ressenti du moment, et ça peut être lourd. » 

## Controverses
En janvier 2017, il porte plainte en diffamation contre Richard Dessart, un militant de 25 ans ayant mis en doute l'impartialité du collège communal en sous-entendant des liens entre le cdH et le promoteur Actibe. Le 22 février 2018, Maxime Prévot est condamné à payer des indemnités à Richard Dessart.
Au printemps 2017, alors que la Région wallonne subit des modifications éthiques[pas clair], il est pris dans une tourmente médiatique car il refuse d'abandonner son rôle dans l'administration communale, qu'il cumule avec ses fonctions ministérielles.

## Distinction
- Commandeur de l'ordre de Léopold en 2020[58].

## Liste des mandats politiques exercés
- Conseiller du CPAS de Namur (2000-2006)[59];
- Échevin des Affaires sociales, du Logement, de la Prévention urbaine, de la Santé et des Sports de la Ville de Namur (2006-2012) ;
- Conseiller de la Province de Namur (2006-2007);
- Directeur politique du cdH (2004-2006);
- Bourgmestre de Namur (depuis le 5 mars 2012);
- Député fédéral (2007-2010);
- Président du Parlement wallon (13 juin 2014 - 22 juillet 2014);
- Vice-président du Gouvernement wallon et ministre Travaux publics, de la Santé, de l'Action sociale et du Patrimoine (22 juillet 2014 - 28 juillet 2017);
- Président du parti politique Les Engagés (depuis le 26 janvier 2019).